# Christian Pichler
Christian Pichler (12 juli 1988) is een Oostenrijks langebaanschaatser.
Pichler gold in eigen land als groot talent en mogelijk opvolger van Michael Hadschieff. In 2007 werd hij vijfde op het WK Junioren. In 2008 haalde hij bij zijn derde deelname aan het EK Allround zijn vooralsnog beste resultaat op dit kampioenschap: zeventiende. In 2012 nam schaatsoostenrijker Bram Smallenbroek deze rol over: hij werd vijftiende.

## Persoonlijk records
| Afstand     | Tijd     | Datum            | Baan    |
| ----------- | -------- | ---------------- | ------- |
| 500 meter   | 37,00    | 12 maart 2008    | Calgary |
| 1000 meter  | 1.10,95  | 15 maart 2008    | Calgary |
| 1500 meter  | 1.48,03  | 13 maart 2008    | Calgary |
| 3000 meter  | 3.52,53  | 12 maart 2007    | Calgary |
| 5000 meter  | 6.36,46  | 11 november 2007 | Calgary |
| 10000 meter | 14.09,68 | 26 november 2006 | Moskou  |

## Resultaten
| jaar | EK Allround | WK Junioren |
| ---- | ----------- | ----------- |
| 2005 |             | NC29        |
| 2006 | NC29        | 13e         |
| 2007 | NC23        | 5e          |
| 2008 | NC17        |             |
| 2009 |             |             |
| 2010 | NC23        |             |
| 2011 | NC27        |             |

NC# = niet gekwalificeerd voor de laatste afstand, maar wel als # geklasseerd in de eindrangschikking

### Medaillespiegel
| kampioenschap | goud | zilver | brons |
| ------------- | ---- | ------ | ----- |
| EK Allround   | 0    | 0      | 0     |
| WK Junioren   | 0    | 0      | 0     |